# Saison 2016 de l'équipe cycliste Kuota-Lotto
La saison 2016 de l'équipe cycliste Kuota-Lotto est la troisième de cette équipe.

## Préparation de la saison 2016

### Arrivées et départs
| Arrivées            | Équipe 2015                |
| ------------------- | -------------------------- |
| Moritz Backofen     | Stölting                   |
| Raphael Freienstein | Charter Mason Giant Racing |
| Luca Henn           | MLP Bergstrasse LV Baden   |

| Départs              | Équipe 2016                 |
| -------------------- | --------------------------- |
| Felix Drumm          | RSC Zweibrücken 88          |
| Andreas Fliessgarten | Erdinger Alkoholfrei        |
| Marcel Meisen        | Steylaerts-Verona           |
| Florian Monreal      | manager général Kuota-Lotto |
| Max Walscheid        | Giant-Alpecin               |

## Coureurs et encadrement technique

### Effectif

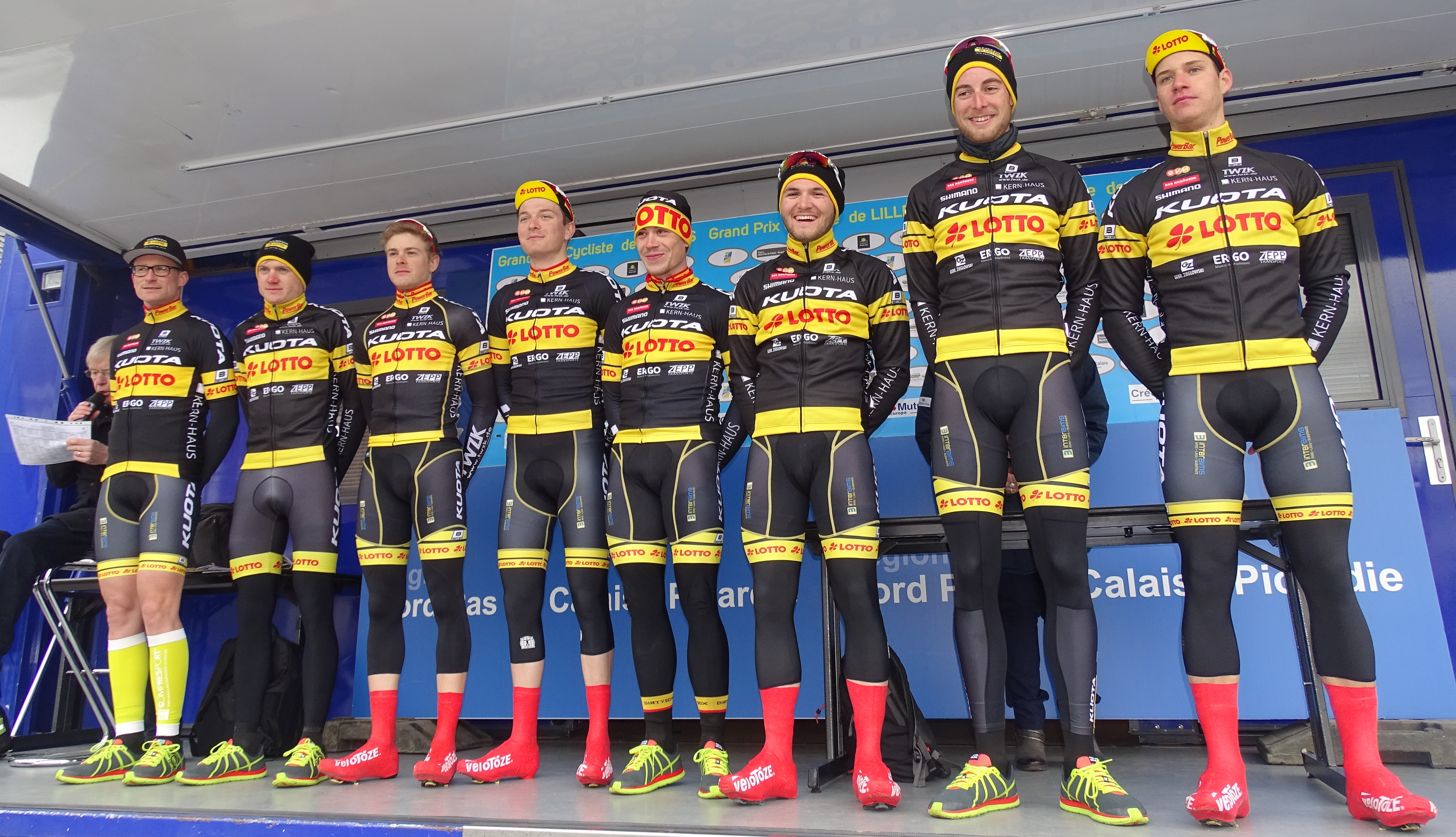
Robert Retschke, Tobias Knaup, Moritz Backofen, Richard Weinzheimer, Andre Benoit, Joshua Huppertz, Christopher Hatz et Dario Rapps lors du Grand Prix de Lillers-Souvenir Bruno Comini 2016.

| Cycliste              | Date de naissance | Nationalité | Équipe 2015                |  |
| --------------------- | ----------------- | ----------- | -------------------------- |  |
| Moritz Backofen       | 21 mars 1995      | Allemagne   | Stölting                   |  |
| Andre Benoit          | 2 août 1989       | Allemagne   | Kuota-Lotto                |  |
| Julian Braun          | 27 septembre 1995 | Allemagne   | Kuota-Lotto                |  |
| Frederik Dombrowski   | 8 janvier 1992    | Allemagne   | Kuota-Lotto                |  |
| Felix Drumm           | 4 novembre 1994   | Allemagne   | Kuota-Lotto                |  |
| Raphael Freienstein   | 7 avril 1991      | Allemagne   | Charter Mason Giant Racing |  |
| Christopher Hatz      | 21 octobre 1991   | Allemagne   | Kuota-Lotto                |  |
| Luca Henn             | 18 décembre 1997  | Allemagne   | MLP Bergstrasse LV Baden   |  |
| Joshua Huppertz       | 10 novembre 1994  | Allemagne   | Kuota-Lotto                |  |
| Tobias Knaup          | 17 mars 1993      | Allemagne   | Kuota-Lotto                |  |
| Lukas Löer            | 11 février 1995   | Allemagne   | Kuota-Lotto                |  |
| Marcel Meisen         | 8 janvier 1989    | Allemagne   | Kuota-Lotto                |  |
| Dario Rapps           | 2 juillet 1994    | Allemagne   | Kuota-Lotto                |  |
| Robert Retschke       | 17 décembre 1980  | Allemagne   | Kuota-Lotto                |  |
| Richard Weinzheimer   | 4 avril 1996      | Allemagne   | Kuota-Lotto                |  |
| Daniel Westmattelmann | 31 octobre 1987   | Allemagne   | Kuota-Lotto                |  |
| Stagiaire             | Date de naissance | Nationalité | Équipe 2016                |  |
| Hendrik Hamm          | 25 octobre 1997   | Allemagne   | Basso Bikes                |  |

Portraits
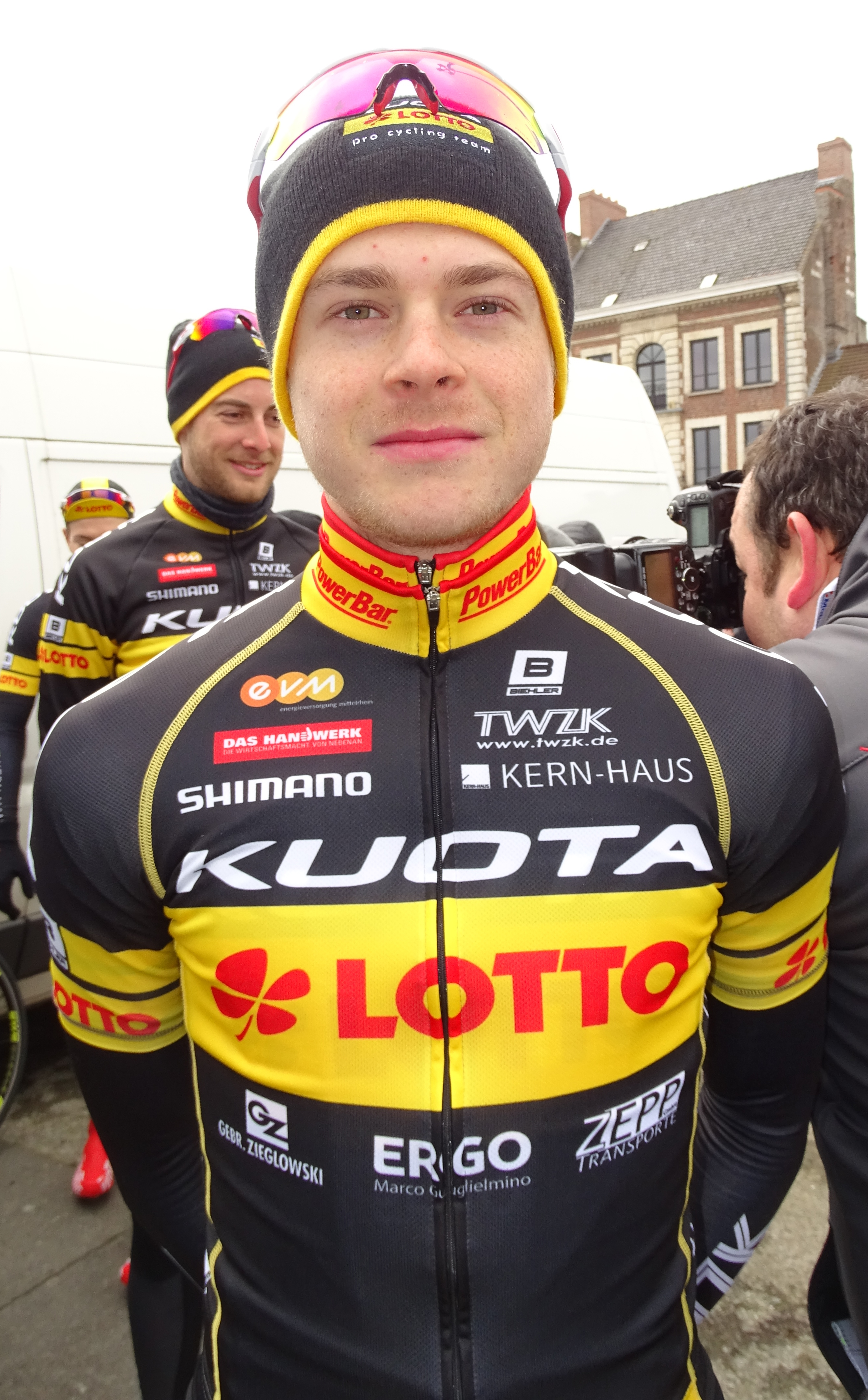
Moritz Backofen.
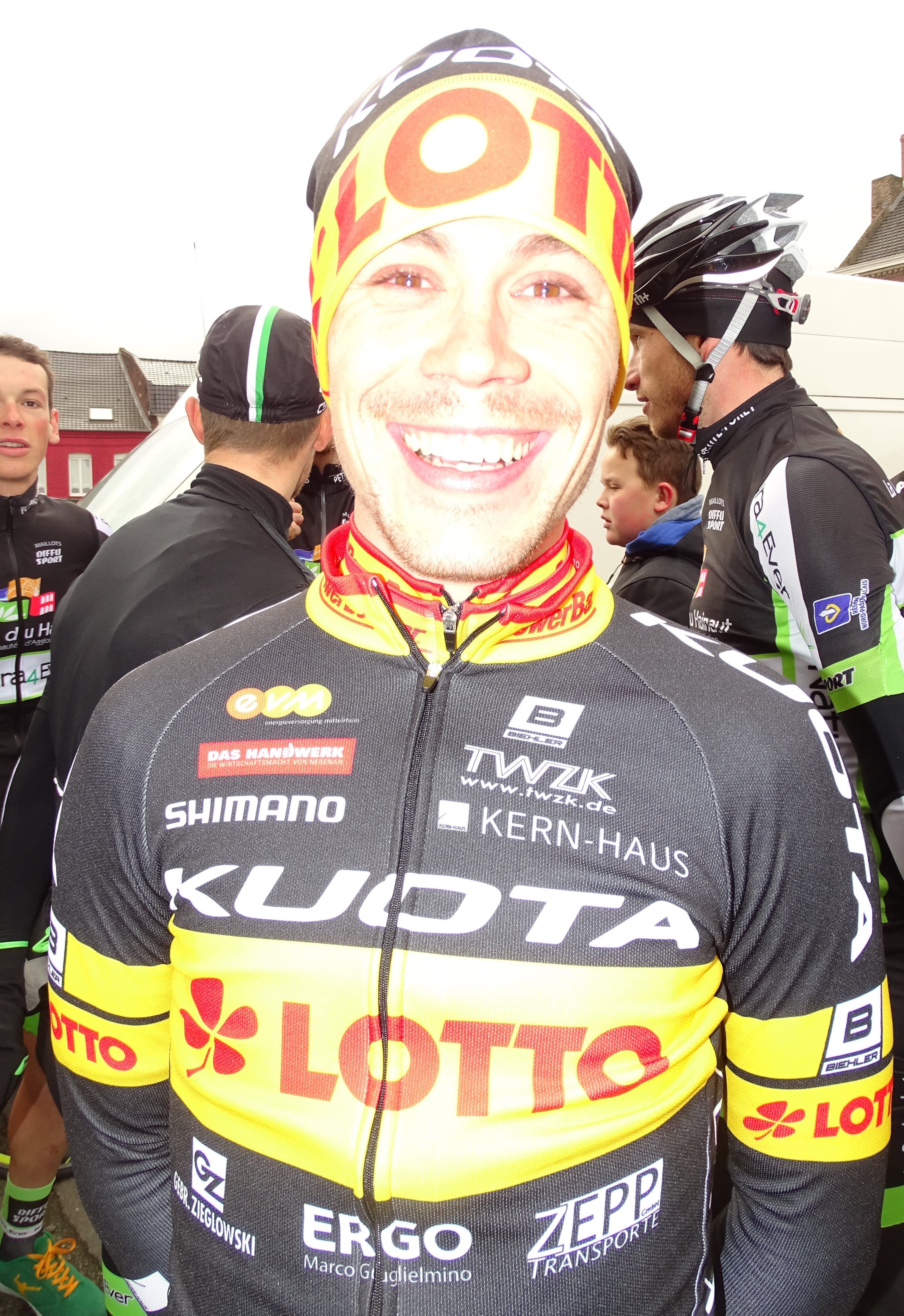
Andre Benoit.
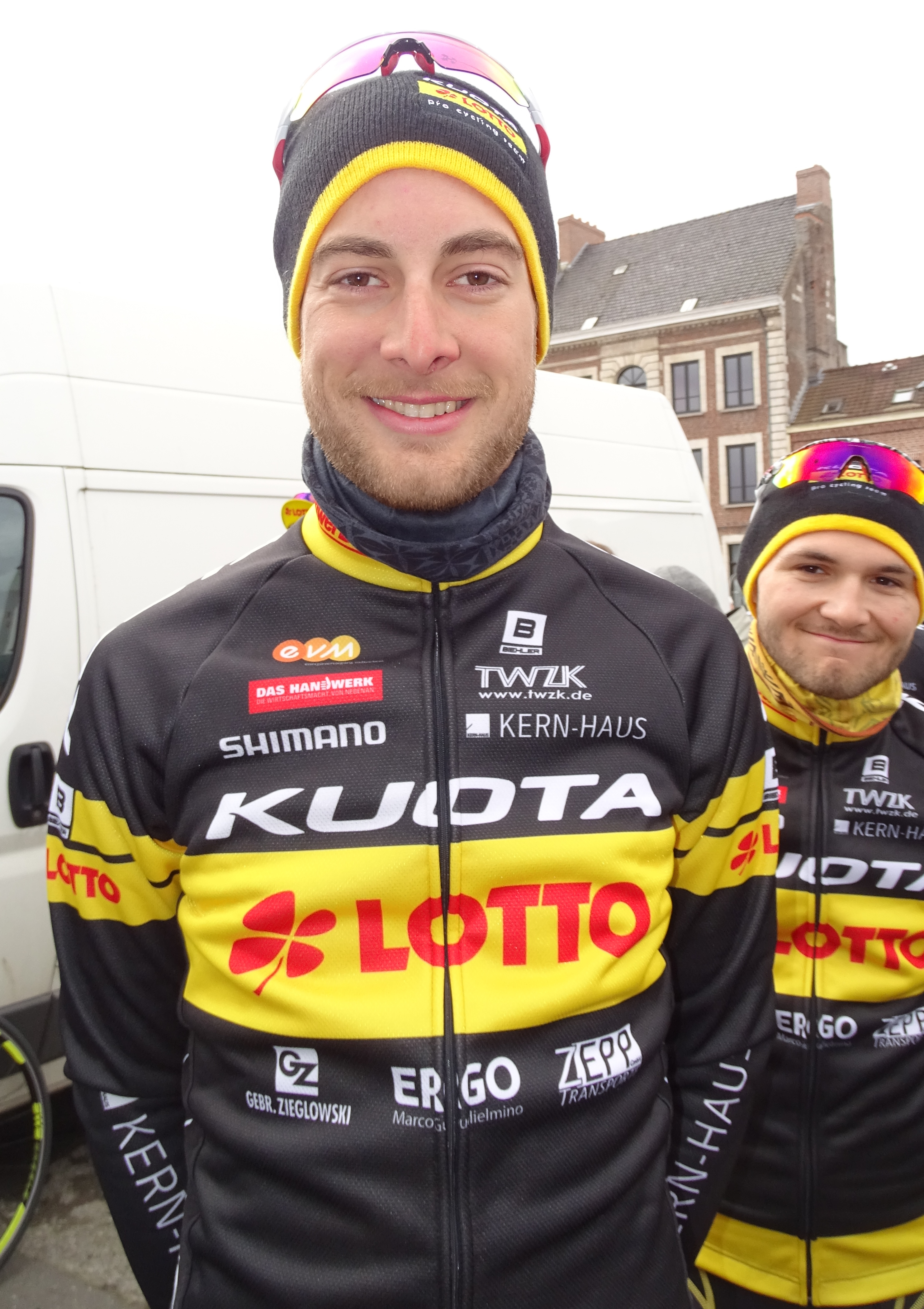
Christopher Hatz.
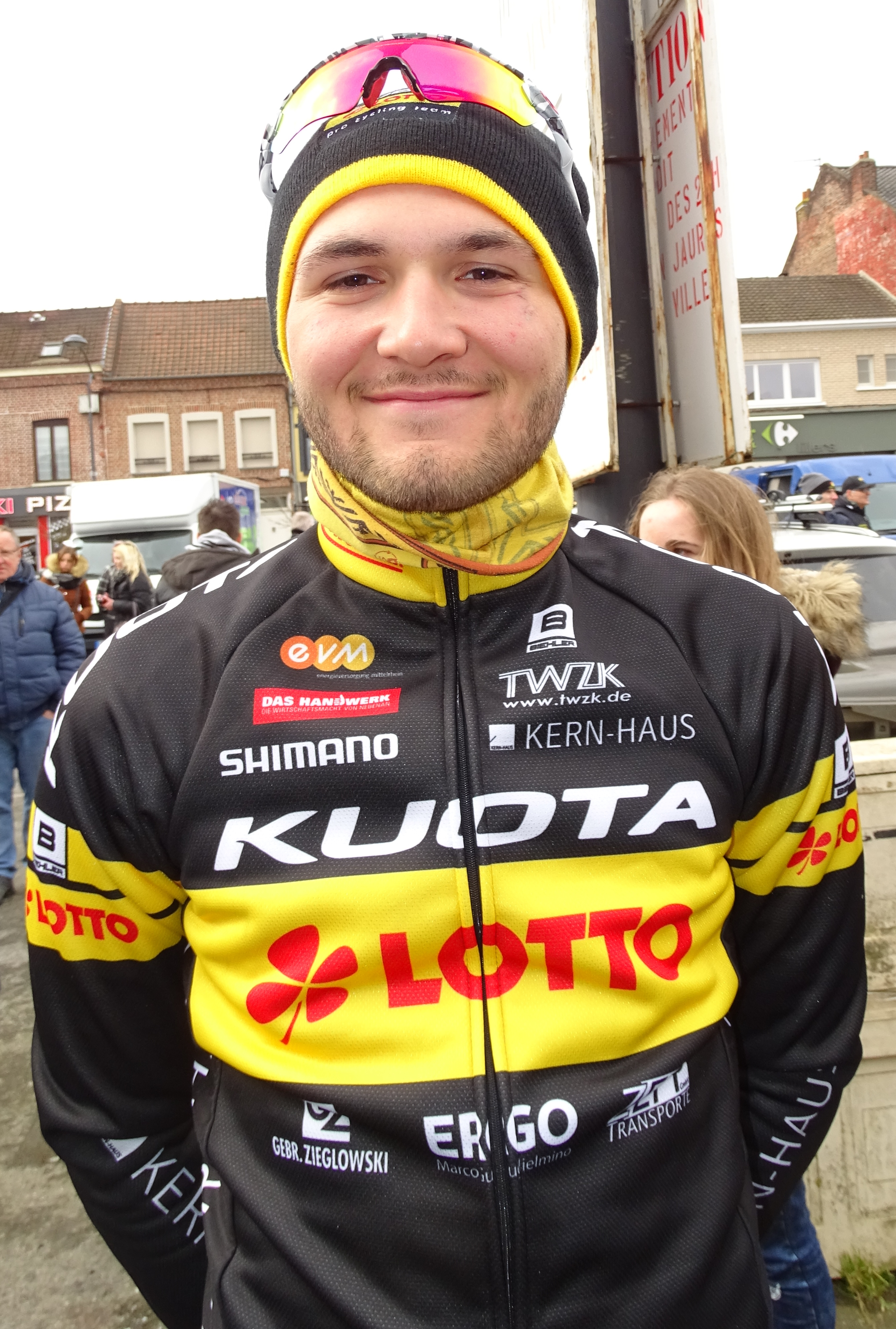
Joshua Huppertz.
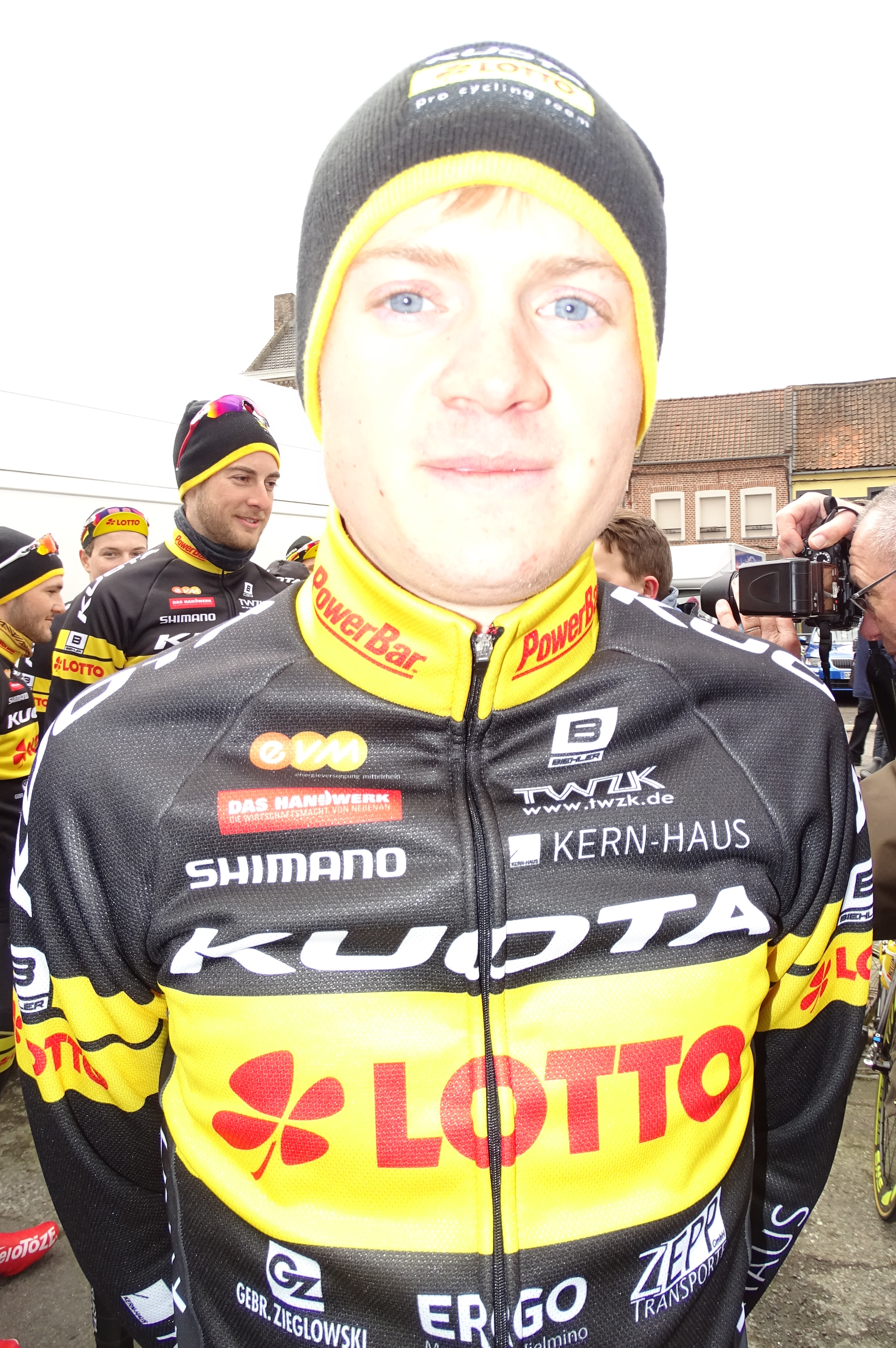
Tobias Knaup.
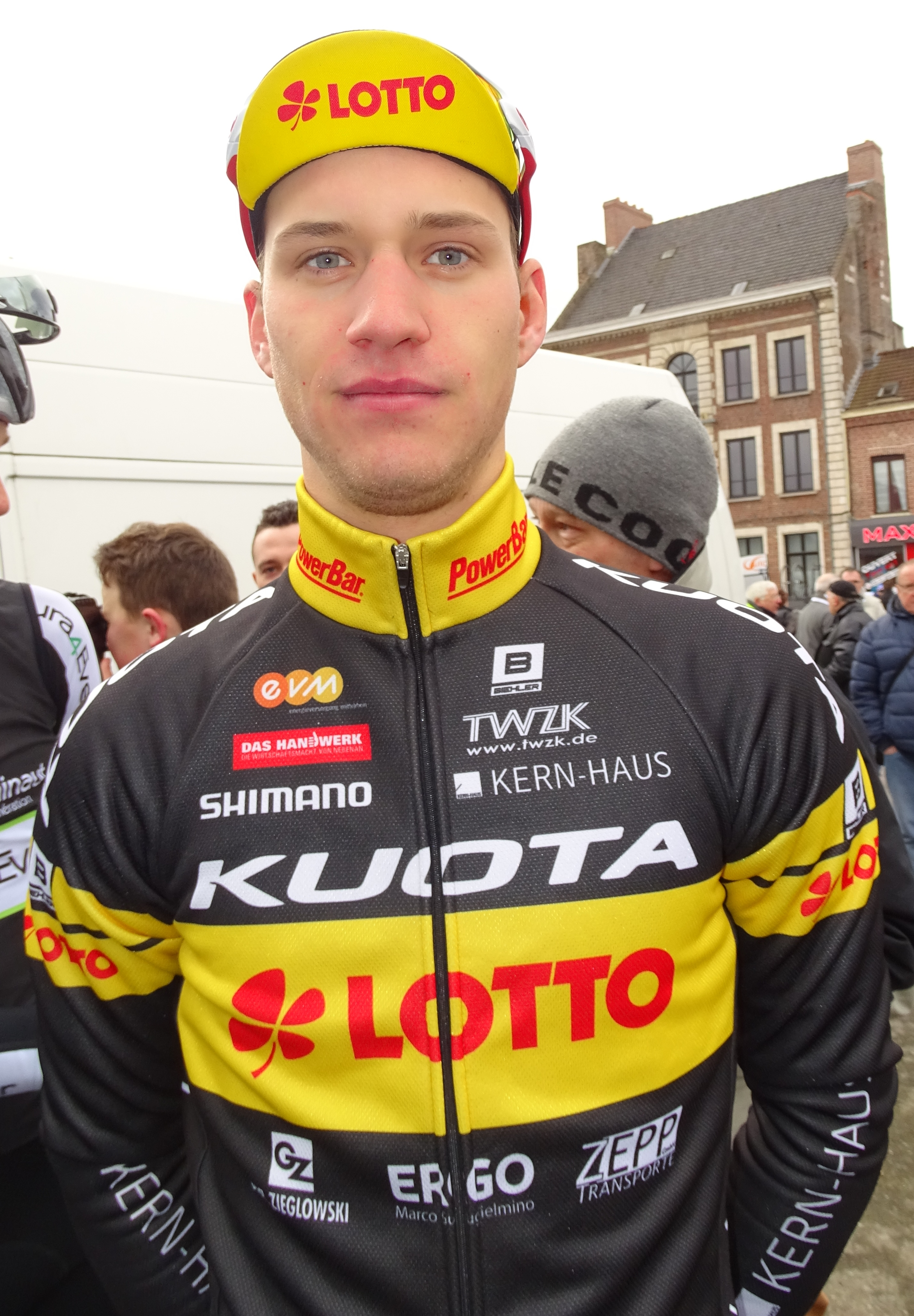
Dario Rapps.
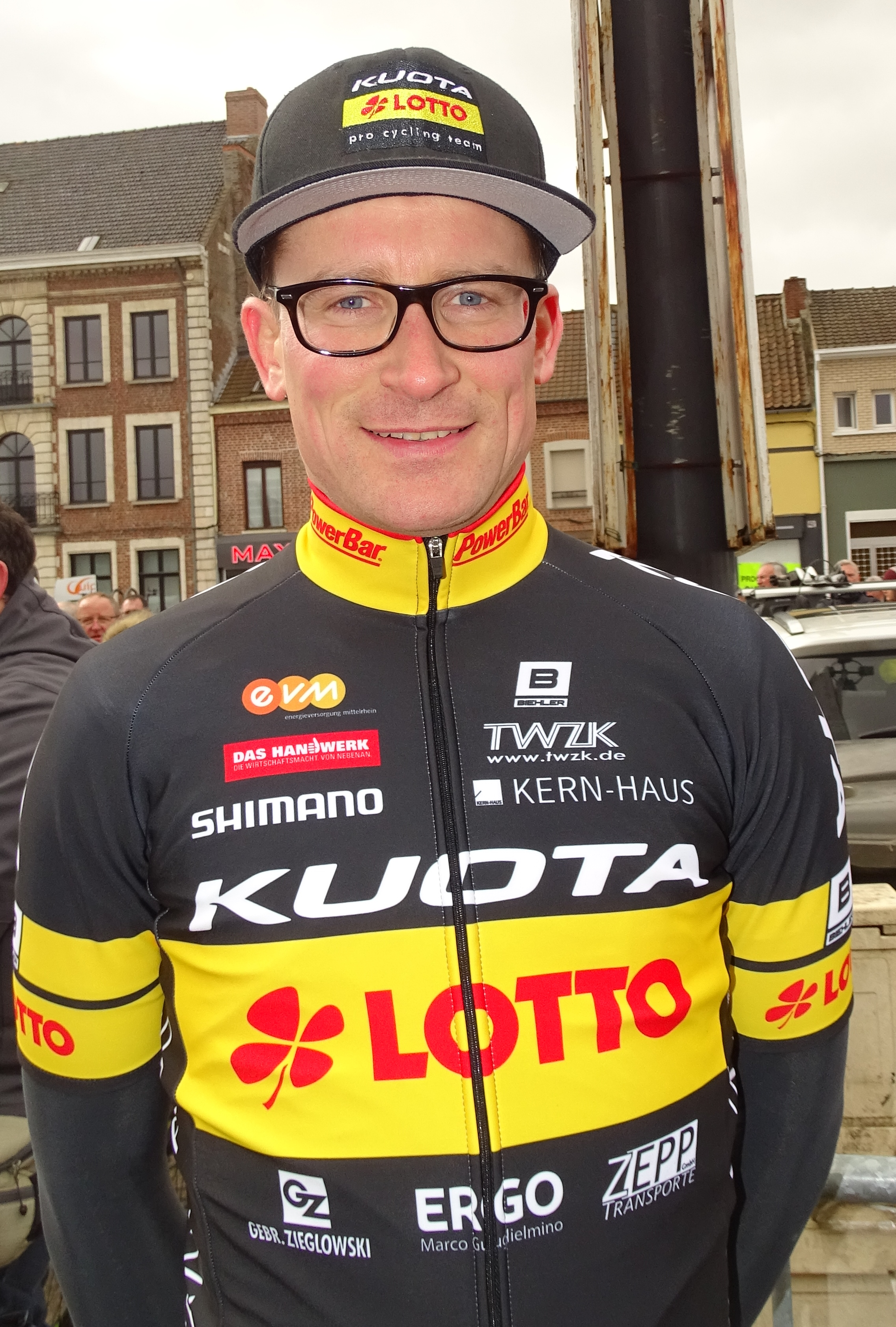
Robert Retschke.
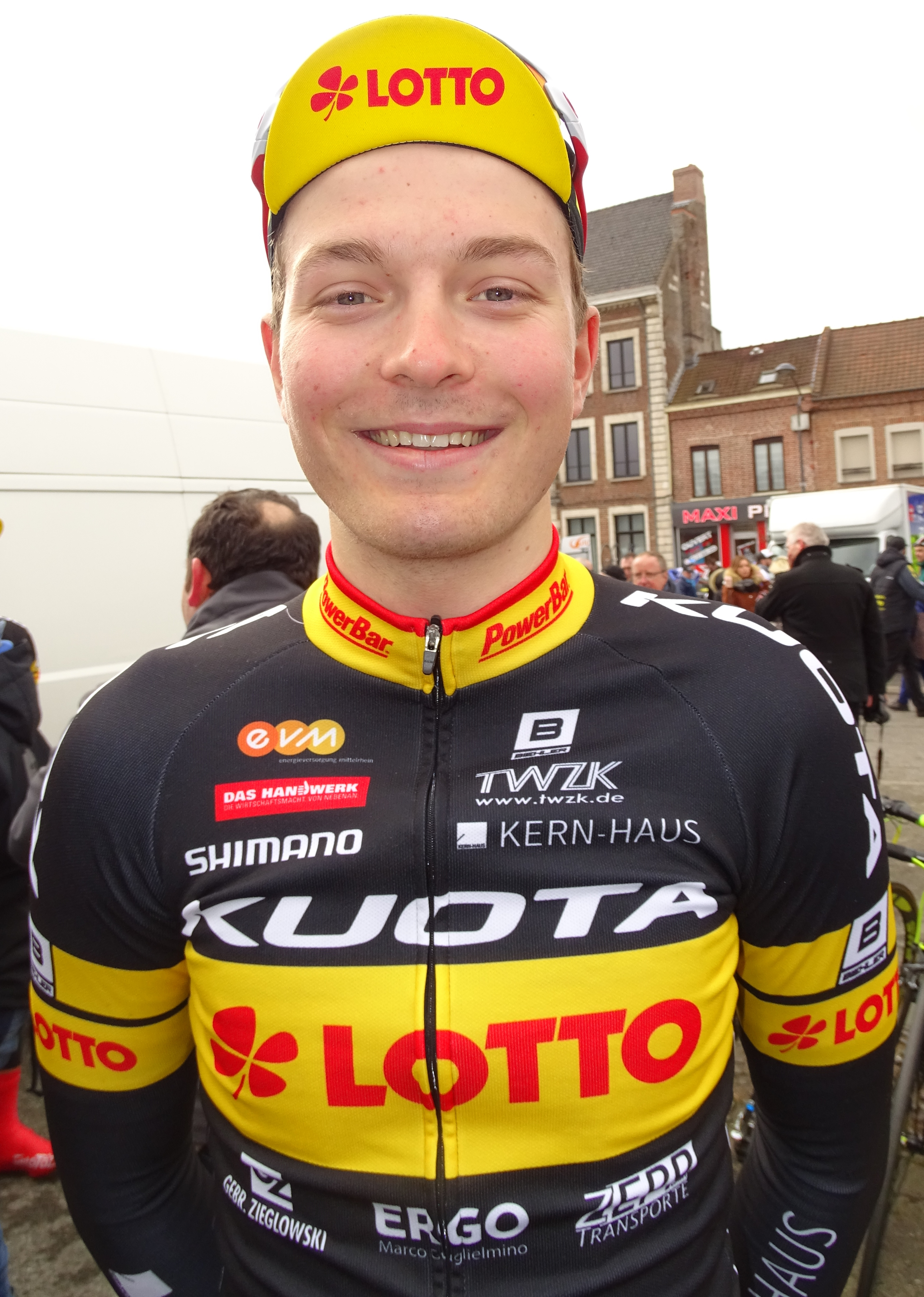
Richard Weinzheimer.

## Bilan de la saison

### Victoires
| Date       | Course                       | Pays     | Classe | Vainqueur             |
| ---------- | ---------------------------- | -------- | ------ | --------------------- |
| 05/05/2016 | 2e étape de la Flèche du Sud | Pays-Bas | 2.2    | Raphael Freienstein   |
| 11/09/2016 | Chrono champenois            | France   | 1.2    | Daniel Westmattelmann |